# 布羅克斯頓 (喬治亞州)
布羅克斯頓（英語：Broxton）是一個位於美國喬治亞州科菲縣的城市。

## 地理
布羅克斯頓的座標為31°37′39″N 82°53′23″W / 31.62750°N 82.88972°W，而該地的平均海拔高度為87米（即285英尺）。

## 人口
根據2010年美國人口普查的數據，布羅克斯頓的面積為8.70平方千米，當中陸地面積為8.40平方千米，而水域面積為0.30平方千米。當地共有人口1189人，而人口密度為每平方千米136人。